# Бастьєн (хребет)
Бастьєн (англ. Bastien Range) — гірський хребет помірної висоти в західній Антарктиці (78°50′0″ пд. ш. 86°0′0″ зх. д. / 78.83333° пд. ш. 86.00000° зх. д.), географічно належить до гірської системи Елсворт і утворює її північно-західну частину.

## Географія
Хребет Бастьєн розташований у Західній Антарктиді, в основі Антарктичного півострова і простягнувся від 78°30' до 79° 05' південної широти, із півночі — північного заходу на південь — південний схід на 64 км, при ширині до 15 км, паралельно південній частині хребта Сентінел і будучи відділеним від нього (в східній стороні) широким льодовиком Німіц. В південній частині, він межує із південним хребтом Герітейдж, будучи відокремленим від нього — льодовиком Міннесота. На заході та півночі межує із льодовою пустелею Землі Мері Берд.
Хребет названий Консультативним комітетом із назв в Антарктиці (US-ACAN) на честь Томаса В. Бастьєна, геолога, керівника авіаційної геологічної експедиції з вивчення цих гір у 1963-64 роках, підтриману університетом штату Міннесоти.

## Найвищі вершини
| № | Назва        | Назва англійською | Висота, м | Координати                                                            |
| - | ------------ | ----------------- | --------- | --------------------------------------------------------------------- |
| 1 | Клайн        | Mount Klayn       | 2400      | 78°39′39″ пд. ш. 86°16′54″ зх. д. / 78.66083° пд. ш. 86.28167° зх. д. |
| 2 | Вайлд Кнолль | Wild Knoll        | 2370      | 78°46′4″ пд. ш. 86°29′13″ зх. д. / 78.76778° пд. ш. 86.48694° зх. д.  |
| 3 | Ерета        | Ereta Peak        | 2300      | 78°31′14″ пд. ш. 86°37′44″ зх. д. / 78.52056° пд. ш. 86.62889° зх. д. |
| 4 | Фісек        | Mount Fisek       | 2000      | 78°44′6″ пд. ш. 85°57′43″ зх. д. / 78.73500° пд. ш. 85.96194° зх. д.  |
| 5 | Берґісон     | Bergison Peak     | 2000      | 78°51′14″ пд. ш. 85°47′24″ зх. д. / 78.85389° пд. ш. 85.79000° зх. д. |
| 6 | Патмос       | Patmos Peak       | 1900      | 78°49′14″ пд. ш. 85°55′11″ зх. д. / 78.82056° пд. ш. 85.91972° зх. д. |